# Gare de Laveline-devant-Bruyères
La gare de Laveline-devant-Bruyères est une gare ferroviaire française fermée, située sur le territoire de la commune de Laveline-devant-Bruyères, dans le département des Vosges, en région Grand Est.
Dotée d'une plaque tournante, elle servait à garer des wagons transitant entre Saint-Dié et Épinal. C'était également une halte voyageurs de la Société nationale des chemins de fer français (SNCF). Elle est désormais fermée à tout trafic.

## Situation ferroviaire
Établie à 446 mètres d'altitude, la gare de Laveline-devant-Bruyères est située au point kilométrique (PK) 23,257 de la ligne d'Arches à Saint-Dié, entre la gare ouverte de Bruyères (Vosges) et celle fermée de La Chapelle. Gare de bifurcation, elle est l'origine de la ligne de Laveline-devant-Bruyères à Gérardmer (fermée), où elle précède la gare — de facto — fermée d'Aumontzey.

## Histoire
La gare de Laveline-devant-Bruyères est mise en service le 20 janvier 1870 par la Compagnie des chemins de fer de l'Est lors de l'inauguration de la section de Bruyères à Laveline de la ligne d’Épinal à Saint-Dié.
En décembre 2018, la desserte de la ligne par des trains TER, et donc de cette halte SNCF, est interrompue ; elle est remplacée par une substitution routière (autocars effectuant principalement la liaison TER Grand Est Épinal – Saint-Dié-des-Vosges). La réouverture de la ligne, le 12 décembre 2021, ne s'accompagne pas de la remise en service de la halte.